# Llei d'Àrees Salvatges

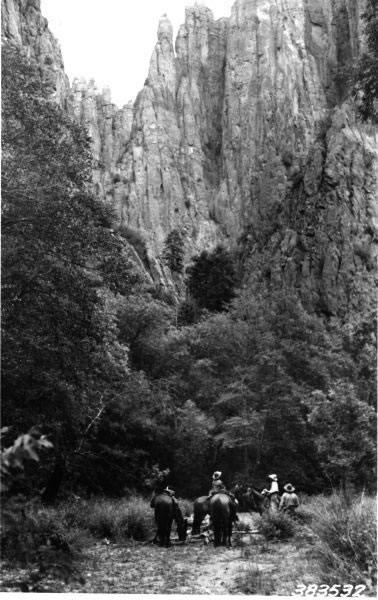
L'Àrea Salvatge Gila, a Arizona, la primera zona salvatge dels Estats Units, inspirada pels escrits de l'ecologista i l'enginyer forestal Aldo Leopold que treballava a la zona com funcionari del Servei Forestal dels Estats Units

La Llei d'Àrees Salvatges (Wilderness Act) de 1964 (Llei Pública 88-577) va ser escrita per Howard Zahniser de The Wilderness Society. La llei va crear la definició legal de "àrea salvatge" als Estats Units i originalment va protegir d'explotació uns 36.000 quilòmetres quadrats (més gran que Catalunya) de terres federals en aquest país quan va ser aprovada. Va ser el resultat d'un llarg esforç per crear un mecanisme formal per a la designació de les àrees silvestres al país. El president Lyndon B. Johnson va signar la llei el 3 de setembre 1964 després de més de seixanta projectes i vuit anys de treball.
L'agost de 2008 hi havia 704 zones al Sistema de Preservació d'Àrees Salvatges Nacionals (National Wilderness Preservation System). Això cobreix aproximadament el cinc per cent de la totalitat dels Estats Units. Les àrees salvatges existeixen en tots els estats excepte Connecticut, Delaware, Iowa, Kansas, Maryland i Rhode Island. No obstant això, el 30 de març de 2009, el president Barack Obama va signar la Llei Òmnibus de la Gestió de Terres Públiques de 2009. La legislació va designar 810.000 hectàrees més en nou estats com a àrees salvatges i va augmentar el nombre d'àrees salvatges des de 704 fins a 756, el que representa la major expansió de terres salvatges en més de 25 anys. El total al febrer de 2012, 443.183.221 quilòmetres quadrats en 757 àrees, és gairebé tan gran com el Marroc.

## Marc legal
La Llei d'Àrees Salvatges és ben coneguda als Estats Units per la seva definició breu i poètica d'una àrea salvatge: 
"A wilderness, in contrast with those areas where man and his own works dominate the landscape, is hereby recognized as an area where the earth and community of life are untrammeled by man, where man himself is a visitor who does not remain."

"Una àrea salvatge, en contrast amb aquelles àrees on l'home i les seves obres dominen el paisatge, queda reconeguda com una àrea on la terra i la comunitat de la vida són inalterades per l'home, on l'home mateix és un visitant que no hi roman."
Les àrees es seleccionen per mitjà dels següents criteris: (1) un mínim impacte humà, (2) les oportunitats per a la recreació no confinada, 3) almenys dos mil hectàrees, i (4) el seu valor educatiu, científic, o històric. A més les àrees salvatges no poden contenir cap empresa, ni hi pot entrar cap dispositiu mecànic o motoritzat.
En designar una àrea salvatge, el Congrés ha de traçar una línia divisòria concreta en la llei. Quan una àrea s'ha afegit al sistema, la seva protecció i els seus límits només poden ser alterats per una altra designació del Congrés. Això posa una pesada càrrega per a qualsevol persona que, durant tot el futur, proposa algun canvi.

## Punts destacats del programa
Els conceptes bàsics del programa que estableix la Llei d'Àrees Salvatges són clares:
- Les terres protegides com àrees salvatges són les terres públiques de la gent nord-americana.

- La designació és una mesura de superposició que el Congrés aplica a determinades seccions de boscos nacionals gestionats pel Servei Forestal dels Estats Units; parcs, reserves i monuments nacionals i altres unitats gestionats pel Servei de Parcs Nacionals; i refugis de pesca o vida silvestre i altres terres públiques sota competència d'altres entitats federals.

- Dins de les àrees salvatges, la Llei d'Àrees Salvatges frena la influència humana de manera que els ecosistemes canvien amb el temps a la seva manera i lliures de la manipulació humana tant com sigui possible. Tal com explica la llei en aquestes àrees "la terra i la comunitat de la vida són inalterades per l'home," és a dir, les forces de la natura han d'operar sense restriccions, sense traves i sense alteracions.

- Les àrees salvatges poden servir usos múltiples, però la llei limita aquests usos als que estan d'acord amb el "caràcter salvatge" de la zona.

- En les àrees salvatges són molt populars diversos tipus de recreació a l'aire lliure, però cal practicar aquestes activitats sense vehicles motoritzats o equips mecànics. La Llei d'Àrees Salvatges es va reinterpretar pel govern federal el 1986 per prohibir les bicicletes, el que va causar una oposició vocal dels ciclistes de muntanya a les noves àrees salvatges.

- La investigació científica es permet dins de les àrees salvatges, sempre que no sigui invasiva.